# Patriot Hills
Pour les articles homonymes, voir Patriot.
 (février 2023).
Si vous disposez d'ouvrages ou d'articles de référence ou si vous connaissez des sites web de qualité traitant du thème abordé ici, merci de compléter l'article en donnant les références utiles à sa vérifiabilité et en les liant à la section « Notes et références ».
Patriot Hills est une base antarctique située dans la chaîne Ellsworth. Fondé en [Quand ?], c'est le seul camp privé à être occupé de manière saisonnière sur le continent.
Il est exploité par Antarctic Logistics & Expeditions LLC, la seule organisation à fournir un soutien logistique et des visites à l'intérieur de l'Antarctique. Une piste d'atterrissage peu enneigée pour gros-porteurs se situe à proximité du camp et il y a notamment des vols depuis Punta Arenas. Du camp, on peut rejoindre le pôle Sud et le massif Vinson grâce à des De Havilland Canada DHC-6 Twin Otter.

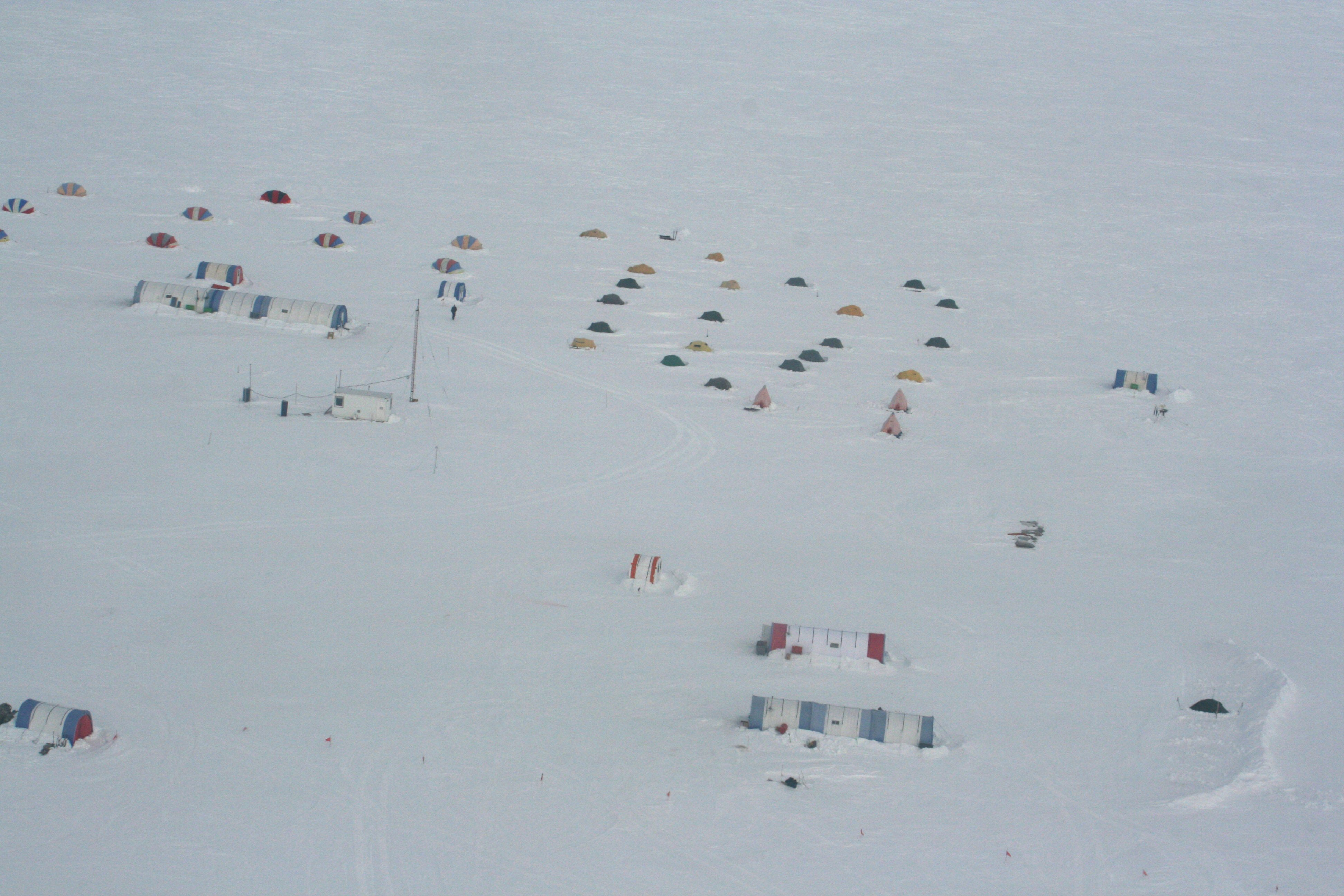
Vue aérienne de Patriot Hills.
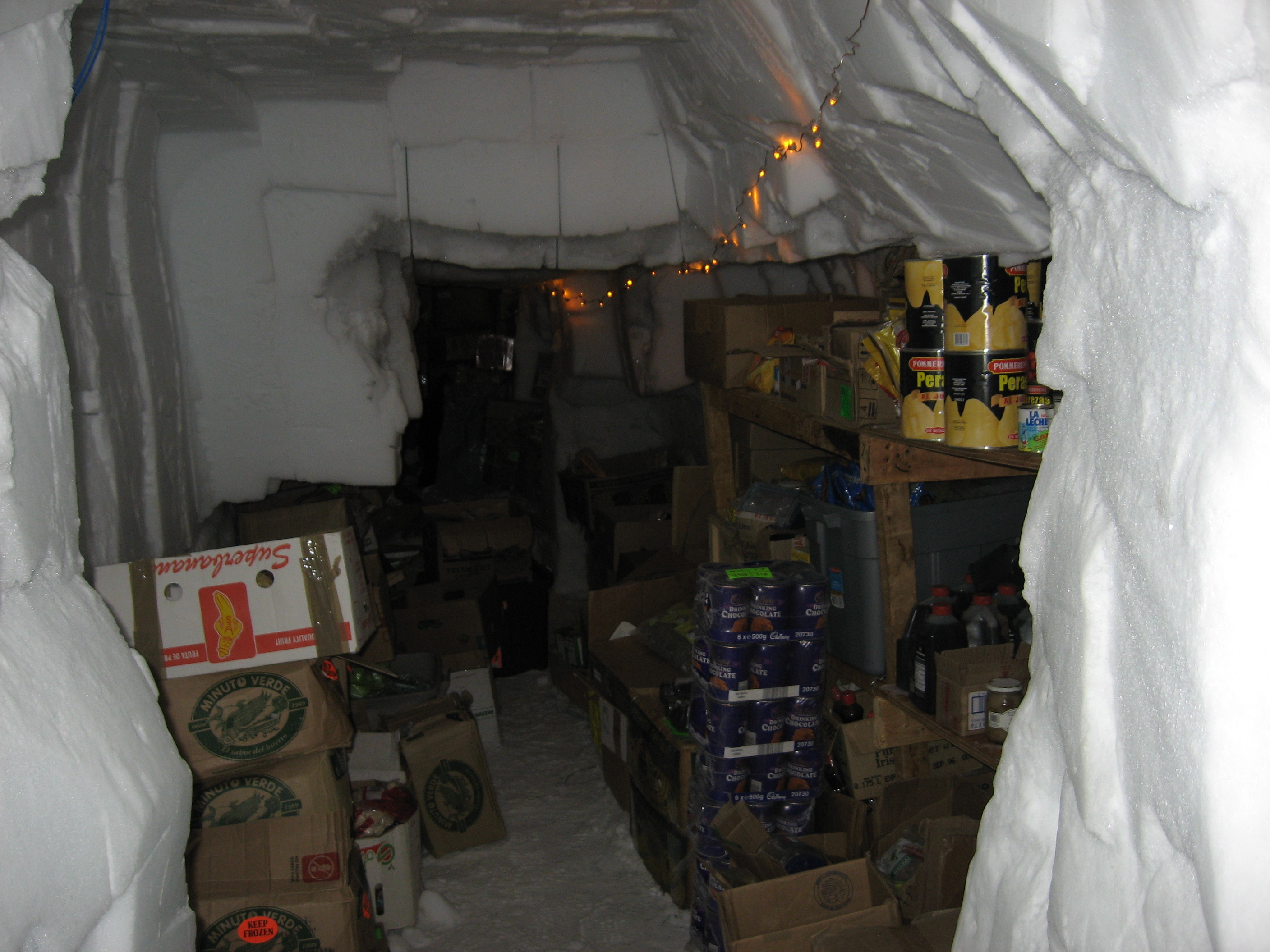
Tunnel utilisé comme réserve à Patriot Hills.